# Horace Greeley
Pour les articles homonymes, voir Greeley.
Horace Greeley (3 février 1811 - 29 novembre 1872) est éditeur d'un important journal américain, l'un des fondateurs du Parti républicain, un réformateur et un homme politique. Son New-York Tribune a été le journal le plus influent des années 1840-1870. Il a ainsi été l'éditeur de Henry David Thoreau. Greeley s'en est servi pour promouvoir les partis whig, puis républicain, aussi bien que la lutte antiesclavagiste et pour les réformes. En croisade contre la corruption de l'administration républicaine d'Ulysses S. Grant, il est candidat à l’élection présidentielle en 1872 d'un nouveau Parti républicain libéral. Malgré le soutien additionnel du Parti démocrate, il est battu par un raz-de-marée électoral, mais il meurt avant le dépouillement des votes.

## Inspiration
Greeley était un défenseur du système américain d'économie politique, « basé sur le progrès moral [..] et l'industrialisation ».

## Jeunesse
Né à Amherst, dans le New Hampshire, il est le fils d'un pauvre fermier. Témoin de sa grande intelligence, de riches voisins proposent à ses parents une aide de financement pour la Phillips Exeter Academy, que ces derniers refusent par fierté. Horace quitte l'école à l'âge de 14 ans et est mis en apprentissage comme imprimeur, se déplaçant pour New York en 1831. 
Avec Francis Story et Horatio Davis Sheppard, il crée en 1832 le premier quotidien à cent, le New York Morning Post. Son premier numéro, daté du 1er janvier 1833, est à deux cents, mais il passe rapidement à un cent. 
En 1834, il fonde l'hebdomadaire New Yorker, qui est la plupart du temps composé de coupures d'autres magazines. 
En 1836, Greeley se marie avec Mary Cheney Greeley, une suffragette. De leurs sept enfants, seules deux filles atteignent l'âge adulte.

## Whig:New York Tribune
En 1838, les principaux hommes politiques Whig le choisissent pour éditer un grand journal de campagne, le Jeffersonian, qui tire à 15 000 exemplaires. Le chef Whig William Henry Seward le trouve « assez peu attentif aux usages sociaux, mais singulièrement clair, original et décidé dans ses vues politiques et ses théories ». En 1840, il édite un grand journal de campagne, le Log Cabin, qui atteint 90 000 abonnés dans tout le pays et facilite l'élection de William Henry Harrison, candidat du Parti whig. En 1841, il fait fusionner ses deux journaux dans le New-York Tribune, qui rencontre un tel succès qu'il devient bientôt le principal journal whig de New York. Son édition hebdomadaire atteint des dizaines de milliers d'abonnés à travers le pays. Greeley restera l'éditeur du Tribune durant le reste de sa vie, l'utilisant comme une plateforme pour plaider ses causes.
Greeley s'est glorifié en prenant des positions radicales sur les questions sociales mais peu de lecteurs ont suivi ses suggestions. Utopia le fascine ; influencé par Albert Brisbane, il promeut le fouriérisme. Il préconise diverses réformes agraires, y compris des lois sur le fermage. 
Greeley soutient des politiques libérales à l'égard des colons ; il devient célèbre en conseillant aux esprits aventureux et entreprenants d'« aller vers l'Ouest, jeune homme » (« Go West, young man »). Cette phrase a été en fait écrite par John B. L. Soule (en) dans Terre Haute Express en 1851, mais est le plus souvent attribuée à Greeley.) Champion de l'ouvrier, il attaque les monopoles de toutes sortes et rejette les concessions de terre aux chemins de fer. L'industrie rendrait chacun riche, insiste-t-il, car elle favorise de hauts tarifs. Il soutient le végétérianisme, s'oppose aux boissons alcoolisées et prête une attention sérieuse à n'importe quelle proposition. 
Ce qui fait du Tribune un tel succès : de nouvelles histoires d'une grande ampleur, très bien écrites par de brillants reporters, ainsi que des articles de fond rédigés par de purs écrivains, dont Henry Charles Carey. Greeley est un excellent juge de la valeur des nouvelles à rapporter, et de la qualité du reportage.

## Républicain:New York Tribune
Quand le nouveau Parti républicain est fondé en 1854, Greeley fait du Tribune son organe abolitionniste national officieux, qui combat le pouvoir esclavagiste dans chacune de ses parutions. À la veille de la guerre de Sécession, le nombre de ses lecteurs approche 300 000, chiffre important pour l'époque. 
Ses éditoriaux et ses reportages faisant connaître la politique et les candidats du Parti whig sont réimprimés et discutés dans tout le pays. Nombre de petits journaux sont largement fondés sur les reportages et les éditoriaux du Tribune. Greeley est membre du Congrès pendant trois mois, en 1848-1849, mais échoue dans ses autres tentatives pour gagner de nouvelles fonctions électives. 
Avec l'aide de journalistes à la plume aiguisée, en particulier Charles Anderson Dana, Greeley fait du Tribune le principal journal d'opposition au pouvoir démocrate sous les présidences de Franklin Pierce et James Buchanan (1853-1861), qu'il considère comme élus par une conspiration des propriétaires d'esclaves pour s'assurer le contrôle du gouvernement fédéral et bloquer le progrès des libertés. Lors de la crise sécessionniste de 1861, il défend une attitude ferme contre la Confédération. Théoriquement, il en convient, le Sud pourrait déclarer l'indépendance ; mais, en réalité, explique-t-il, il y a « une minorité violente, sans scrupules, désespérée, qui a conspiré pour s'emparer du pouvoir » – la sécession est une conspiration illégitime qui doit être écrasée par le pouvoir fédéral. 
Greeley et le New-York Tribune prennent une position républicaine radicale durant la guerre, en opposition avec la modération de Lincoln. Son fameux éditorial du 20 août 1862 demande une prise de position plus ferme contre la Confédération et l'émancipation immédiate des esclaves. Un mois plus tard, il applaudit la Proclamation d'émancipation des esclaves par Lincoln.
Après 1860, Greeley perd de progressivement le contrôle du Tribune et écrit de moins en moins d'éditoriaux (Charles Anderson Dana a quitté le journal et entre au ministère de la Guerre comme « observateur spécial »).
En 1864, Greeley exprime un certain défaitisme concernant les chances de réélection de Lincoln, une attitude qui connaît un écho à travers le pays, quand l'éditorial est réimprimé. Curieusement, il poursuit également une politique de paix en 1863-64 : Greeley est sensible aux arguments des Copperheads et évoque la possibilité d'un compromis avec la Confédération. Lincoln est consterné, mais agit avec élégance à l'égard de Greeley en le nommant membre de la commission de paix (en fait le président sait que les Confédérés refuseront cette main tendue).

## Reconstruction: candidat libéral républicain en 1872

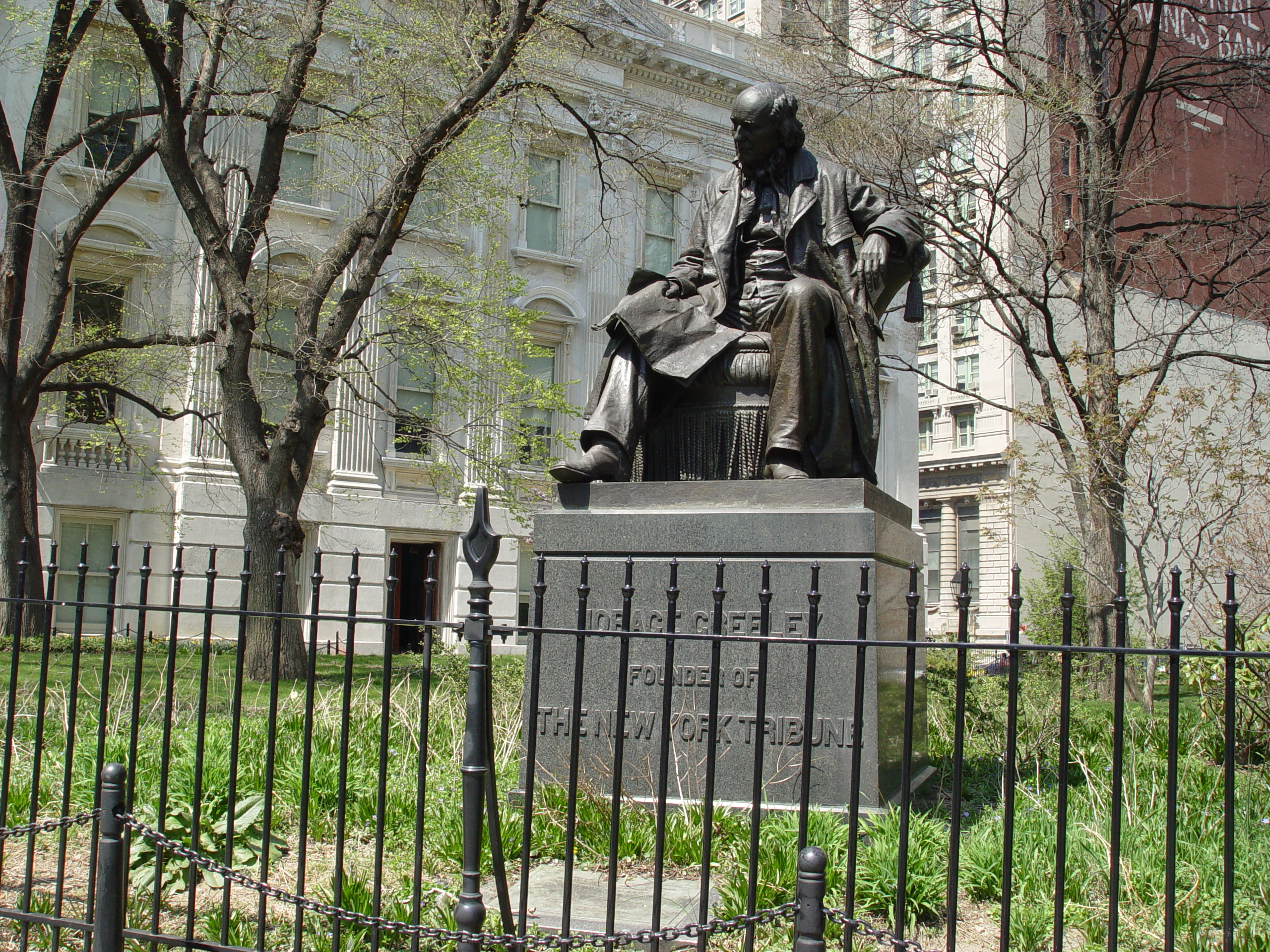
Statue d'Horace Greeley.

Pendant la reconstruction, il se montre plutôt favorable aux républicains radicaux et opposés au président Andrew Johnson. Mais sa garantie personnelle de caution pour Jefferson Davis en 1867 étonne plusieurs de ses vieux lecteurs, dont la moitié résilie son abonnement. Après avoir soutenu Ulysses S. Grant aux élections de 1868, Greeley rompt avec Grant et rejoint le Parti libéral républicain en 1872. À l'étonnement de chacun, le parti désigne Greeley comme son candidat à l’élection présidentielle. Plus étonnamment encore, il obtient l'appui de nombre de démocrates. 
Comme candidat, Greeley argue que la reconstruction est un succès, que la guerre est finie, que la Confédération est détruite et que l'esclavage est mort. Il est temps de retirer les troupes fédérales du Sud et de laisser les gens retourner à leurs propres affaires. Médiocre candidat, il est impitoyablement ridiculisé, présenté comme un imbécile, un extrémiste, un vendu ou un fou auxquels les Républicains ne pourraient pas faire confiance. Les attaques les plus brutales viennent des cartoons de Thomas Nast dans le Harper's Weekly. Greeley arrive finalement loin derrière son adversaire, avec seulement 43 % des voix.
Cette défaite retentissante n'est pas la seule déconvenue de Greeley en 1872. Il fait également partie des investisseurs de haut-niveau qui ont été escroqués par Philip Arnold (en). En attendant, comme Greeley poursuit sa carrière politique, Whitelaw Reid, propriétaire du New York Herald, prend le contrôle du Tribune.
Peu après les élections, l'épouse de Greeley meurt. Il sombre dans la folie et meurt avant le dépouillement des votes. Durant sa maladie, apercevant Reid, il l'appelle « Toi, fils de pute, tu as volé mon journal » et meurt à 18h50 le vendredi 29 novembre 1872, à Chappaqua.
Greeley avait demandé un enterrement simple, mais ses filles ignorent ses volontés et arrangent des funérailles grandioses. Il est enterré au cimetière de GreenWood, à New York.
La maison de Greeley à Chappaqua abrite maintenant la New Castle Historical Society.

## Postérité
En 1976, Horace Greeley est considéré comme l’un des dix meilleurs journalistes de l’histoire des États-Unis par l’Overseas Press Club.

## Dans la fiction
Horace Greeley est le héros du Daily Star, le quatre-vingt-sixième album de Lucky Luke.
Il apparaît dans Gangs of New York de Martin Scorsese, incarné par Michael Byrne.
Il est cité dans Moustiques de William Faulkner à propos de son slogan "Go west, youg man".
Il est également cité à plusieurs reprises, par le journaliste Peabody et le jeune avocat Stoddard, dans L'homme qui tua Liberty Valance (1962) de John Ford